# Рајс Лејк (Минесота)
Рајс Лејк (енгл. Rice Lake) насељено је место без административног статуса у америчкој савезној држави Минесота.

## Демографија
По попису из 2010. године број становника је 235, што је 9 (4,0%) становника више него 2000. године.
| Група             | 2000.      | 2010.      |
| Белци             | 29 (12,8%) | 27 (11,5%) |
| Афроамериканци    | 0 (0,0%)   | 0 (0,0%)   |
| Азијати           | 0 (0,0%)   | 0 (0,0%)   |
| Хиспаноамериканци | 8 (3,5%)   | 11 (4,7%)  |
| Укупно            | 226        | 235        |